# Denali (drag queen)
Pour les articles homonymes, voir Denali (homonymie).
Cordero Zuckerman, plus connu sous le nom de scène Denali Foxx, ou plus simplement Denali, est un chorégraphe, drag queen et patineur artistique américain principalement connu pour sa participation à la treizième saison de RuPaul's Drag Race.

## Jeunesse
Cordero Zuckerman naît le 1er avril 1992 à Fairbanks, en Alaska. Il est d'origine juive et allemande et mexicaine,. Il déménage à quinze ans à Salt Lake City et étudie à l'université de l'Utah de 2009 à 2014, où il obtient une licence en langue et littérature espagnole. De 2012 à 2013, il vit en Corée du Sud.

## Carrière
Cordero Zuckerman commence le patinage artistique à l'âge de cinq ans. Il est double médaille d'or des championnats des États-Unis de patinage artistique et est entraîneur certifié de la Professional Skaters Association. Il travaille avec le Cirque du Soleil, SeaWorld ainsi qu'à l'occasion de croisières et a eu l'occasion de chorégraphier pour Ashley Cain-Gribble, Joonsoo Kim et Timothy LeDuc,.
Il découvre le transformisme en 2013 pendant la diffusion de la cinquième saison de RuPaul's Drag Race et crée le personnage de Denali Foxx en avril 2018 en s'installant à Chicago, inspiré notamment par Shea Couleé, Pearl, Trixie Mattel et Kahmora Hall. Le nom « Denali Foxx » lui vient du mont Denali et de sa drag mother Chamilla Foxx.

### RuPaul's Drag Race
Le 9 décembre 2020, Denali est annoncée comme l'une des treize candidates de la treizième saison de RuPaul's Drag Race, devenant la première candidate alaskaine de la franchise. Elle se place à la huitième place de la compétition. 

## Vie privée
Cordero Zuckerman vit à Chicago, dans l'Illinois. Il est ceinture noire 3e dan de judo.
En 2017, Cordero Zuckerman est arrêté à San Antonio pour ivresse publique et manifeste et possession de substances contrôlées pendant sa tournée avec le Cirque du Soleil.

## Filmographie

### Télévision
| Année | Titre                                                   | Rôle     | Notes                                                       | Ref.   |
| ----- | ------------------------------------------------------- | -------- | ----------------------------------------------------------- | ------ |
| 2021  | RuPaul's Drag Race                                      | Lui-même | Saison 13 de RuPaul's Drag Race – Concurrent, 8ème place    |        |
| 2021  | RuPaul's Drag Race: Untucked                            | Lui-même | Saison 13 de RuPaul's Drag Race – Concurrent, 8ème place    |        |
| 2021  | RuPaul's Drag Race: Corona Can't Keep a Good Queen Down | Lui-même | —                                                           | [ 13 ] |
| 2025  | RuPaul's Drag Race All Stars                            | Lui-même | Saison 10 de RuPaul's Drag Race All Stars – 10e / 18e place |        |
| 2025  | RuPaul's Drag Race All Stars: Untucked                  | Lui-même | Saison 10 de RuPaul's Drag Race All Stars – 10e / 18e place |        |

### Web-séries
| Année | Titre           | Rôle     | Notes                          | Ref.  |
| ----- | --------------- | -------- | ------------------------------ | ----- |
| 2021  | Whatcha Packin' | Lui-même | Saison 12, épisode 10 — Invité | [ 4 ] |

## Discographie
| Année | Titre                                | Artiste                                   | Album  | Ref.   |
| ----- | ------------------------------------ | ----------------------------------------- | ------ | ------ |
| 2020  | Phenomenon (Cast Version)            | The Cast of RuPaul's Drag Race, Season 13 | Single | [ 14 ] |
| 2020  | Social Media: The Unverified Rusical | The Cast of RuPaul's Drag Race, Season 13 | Single | [ 15 ] |